# JK Maag Tartu
Jalgpalliklubi Maag Tartu war ein estnischer Fußballverein mit Sitz in Tartu. Die Vereinsfarben waren rot-blau.

## Geschichte
1987 wurde der Klub als Leivakimbonaat Tartu gegründet. Ab 1990 nahm der Klub als JK Merkuur Tartu an der estnischen Meisterschaft teil. 
In der ersten unabhängigen Meisterschaft 1992 entging der Verein dem Abstieg nur durch die Auswärtstorregel, weil in den Relegationsspielen gegen Kreenholm Narva nach einem 1:1-Unentschieden vor heimischem Publikum ein 3:3-Unentschieden auswärts erfolgte. 
Nachdem im folgenden Jahr der Klassenerhalt noch geschafft wurde, belegte der Klub am Ende der Saison 1993/94 mit dem zehnten Platz einen Abstiegsplatz. Auch die Saison 1994/95 verlief erfolglos, der Verein wurde in die dritte Liga durchgereicht. Als Dritter der südlichen dritten Liga verpasste der Klub den direkten Wiederaufstieg. In der Saison 1996/97 gelang der Meistertitel im Aufstiegswettbewerb und damit die Rückkehr in die Zweitklassigkeit.
In der Herbstsaison 1998, die wegen der Umstellung auf einen Saisonverlauf innerhalb des Kalenderjahres durchgeführt wurde, belegte der Klub am Ende den vorletzten Platz und musste wieder absteigen. Nachdem der sofortige Wiederaufstieg gelungen war, erreichte die Mannschaft in der Saison 2000 die Relegationsspiele und erkämpfte sich dort den Klassenerhalt. In den folgenden Jahren gelangen Mittelfeldplätze, ehe der Verein 2004 die Lizenz von Levadia Tallinn übernahm und in der Meistriliiga, der ersten Liga Estlands, startete. In der ersten Saison gelang der sechste Platz. 2006 erfolgte die Umbenennung in JK Maag Tartu, der Klub beendete die Meisterschaft als Fünfter.
Nach der Saison 2006 schlossen sich Maag und JK Tammeka Tartu zum JK Maag Tammeka Tartu zusammen.

## Stadion
Der Verein trug seine Heimspiele ebenso wie Tammeka Tartu im Tamme Staadion aus. Das Mehrzweckstadion hat eine Kapazität von 1.000 Plätzen.